# 扎波里兹凯 (波洛希区)
47°34′47″N 36°43′49″E / 47.57972°N 36.73028°E
扎波里兹凯（烏克蘭語：Запорізьке）是位於烏克蘭東南部的村莊，由扎波羅熱州波洛希區的羅濟夫卡市鎮負責管轄。該村面積0.28平方公里，海拔高度174米，2001年人口143，人口密度每平方公里510.7人。